# 康普塞格雷
康普塞格雷（法語：Campsegret）是法国多尔多涅省的一个市镇，属于贝尔热拉克区（Bergerac）维朗布拉尔县（Villamblard）。该市镇总面积13.83平方公里，2009年时的人口为399人。

## 人口
康普塞格雷人口变化图示